# Warabo
Warabo is een bestuurslaag in het regentschap Aceh Besar van de provincie Atjeh, Indonesië. Warabo telt 246 inwoners (volkstelling 2010).